# Lois PLM
Lire en ligne

Sur Légifrance : texte en vigueur

Loi Defferre (1982) Code général des collectivités territoriales (1996, intégration d'une bonne partie de la loi)
Les lois successives dites lois PLM définissent la façon dont les conseils municipaux et les maires des trois plus grandes villes françaises sont élus, à savoir ceux de Paris, Lyon et Marseille. La première de ces lois PLM date de 1982, la seconde de 2025.
La première loi PLM est la loi no 82-1170 du 31 décembre 1982 portant modification de certaines dispositions du code électoral relatives à l'élection des membres du conseil de Paris et des conseils municipaux de Lyon et de Marseille, dite loi PLM d'après le nom des villes concernées, fixe un statut électoral particulier applicable à ces trois communes, qui sont les plus peuplées de France. Portée par le ministre de l'Intérieur Gaston Defferre, elle a été adoptée dans le contexte de la loi de décentralisation (dite loi Defferre) du 2 mars 1982 et en même temps que la loi no 82-1169 du 31 décembre 1982 relative à l'organisation administrative de Paris, Marseille, Lyon et des établissements publics de coopération intercommunale. Les anciennes mairies d'arrondissement sont transformées en structures élues à l'échelon local. Elles ne sont toutefois pas des mairies de plein exercice et ne lèvent notamment pas d'impôts, mais répartissent les crédits qui leur sont délégués par la mairie centrale.
La loi PLM a été codifiée dans le Code général des collectivités territoriales.
Le 11 août 2025, la loi PLM de 1982 est remplacée par une nouvelle loi PLM, qui modifie largement le mode de scrutin municipal à Paris, Lyon et Marseille.

## La loi PLM de 1982

### Élection des conseils municipaux et des conseils d'arrondissement ou de secteur
Les membres du Conseil de Paris et des conseils municipaux de Marseille et de Lyon sont élus suivant un mode de scrutin particulier : chacune de ces communes est divisée en secteurs (à Lyon chaque arrondissement constitue un secteur, à Marseille deux arrondissements forment un même secteur, à Paris les arrondissements 1, 2, 3 et 4 sont regroupés dans un secteur, les autres arrondissements constituant chacun un secteur) et dans chaque secteur a lieu une élection selon les règles applicables aux communes de plus de 1 000 habitants, soit tous les six ans, au suffrage universel direct, à la proportionnelle avec prime majoritaire,. Dans chaque secteur, un tiers des élus siègent à la fois au conseil municipal et au conseil d'arrondissement ou de secteur, les autres ne siégeant qu'au conseil d'arrondissement ou de secteur :
- Paris : 517 élus dans 17 secteurs dont 163 conseillers de Paris et 354 seulement conseillers d'arrondissements / secteurs[6],[7] ;
- Marseille : 275 élus dans 8 secteurs comprenant chacun 2 arrondissements, dont 101 conseillers municipaux et 174 seulement conseillers de secteurs[8] ;
- Lyon : 221 élus dans 9 arrondissements dont 73 conseillers municipaux et 148 seulement conseillers d'arrondissement[8].

### Les conseils d'arrondissement ou de secteur

Carte des secteurs et des arrondissements de Marseille.

La loi PLM crée un conseil d'arrondissement ou de secteur, élu, et présidé par un maire d'arrondissement ou de secteur, également élu, pour chaque arrondissement municipal (ou secteur) des trois communes concernées. Ce conseil d'arrondissement ou de secteur comprend les conseillers municipaux élus dans l’arrondissement (ou le secteur) ainsi que des conseillers en nombre variable selon l'arrondissement (ou le secteur), pris sur les listes de candidats à la suite de ceux qui ont été élus au conseil municipal. Le nombre de ces conseillers d'arrondissement (ou de secteur) est le double de celui des conseillers municipaux, sans toutefois pouvoir être inférieur à dix ni supérieur à quarante.

#### Le maire d'arrondissement ou de secteur

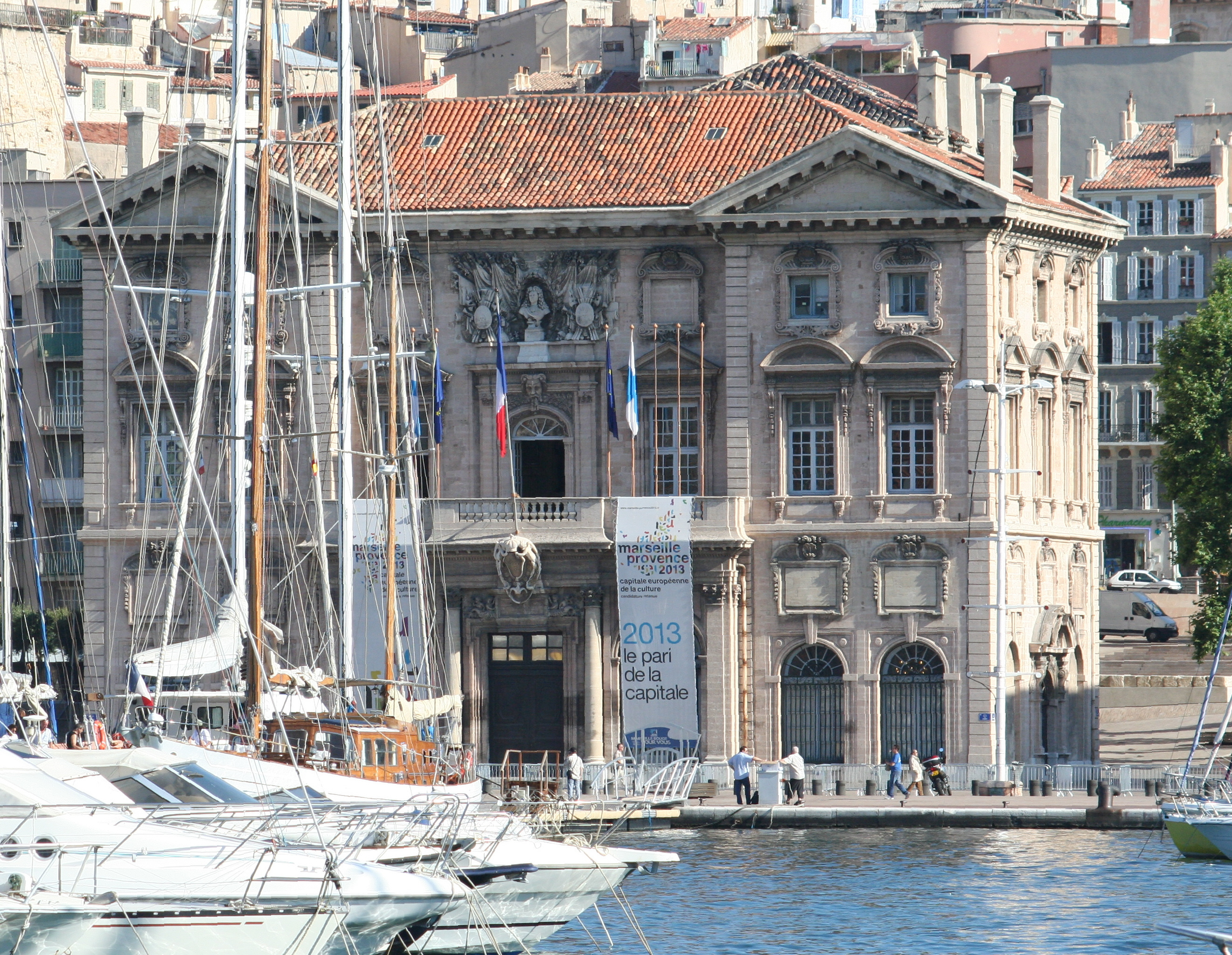
Hôtel de Ville de Marseille.

Le conseil d'arrondissement ou de secteur est présidé par le maire d'arrondissement ou de secteur, élu parmi les seuls conseillers municipaux de l'arrondissement ou du secteur concerné. Cette élection a lieu huit jours après l'élection du maire de la commune.
Le maire prépare et exécute les délibérations du conseil d'arrondissement ou de secteur. Il est l'ordonnateur des dépenses et des recettes effectuées dans le cadre du budget d'arrondissement ou de secteur. Les maires-adjoints d'arrondissement ou de secteur sont élus dans les mêmes conditions que le maire d'arrondissement ou de secteur. Ils peuvent être titulaires de délégations.
Le maire d'arrondissement ou de secteur et ses adjoints sont officiers d'état civil et sont chargés, dans l'arrondissement ou le secteur, des attributions relevant du maire de la commune en matière d'état civil, d'affaires scolaires liées au respect de l'obligation scolaire ainsi qu'en application des dispositions du code du service national.
Le maire d'arrondissement ou de secteur préside la caisse des écoles d'arrondissement, et donne son avis sur les autorisations d'urbanisme (permis de construire...) et les permissions de voiries délivrées par le maire de la commune au nom de celle-ci. Il est également consulté sur les projets d'acquisitions ou de cessions d'immeubles envisagés par la commune dans son arrondissement ou son secteur, ainsi que concernant les déclarations souscrites par les propriétaires dans le cadre du droit de préemption urbain.

#### Compétences des conseils d'arrondissement ou de secteur

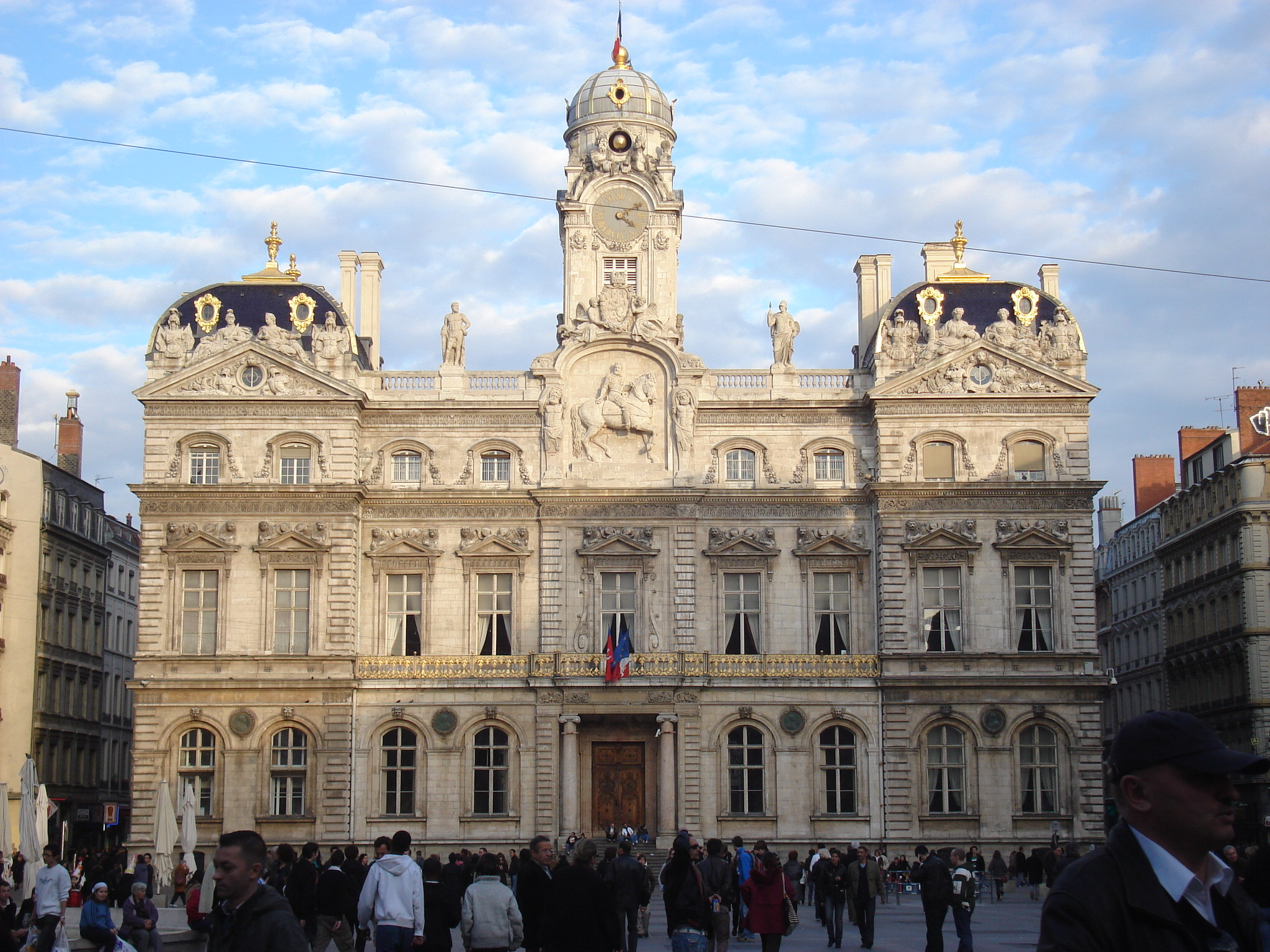
Hôtel de Ville de Lyon.

Comme mentionné ci-dessus, le conseil d'arrondissement ou de secteur élit le maire d'arrondissement ou de secteur, parmi les membres du conseil municipal, suivant les mêmes modalités que l'élection des maires des communes.
Le conseil d'arrondissement ou de secteur :
- répartit les crédits de fonctionnement qui lui sont délégués par le conseil municipal au sein d'un document budgétaire dénommé État spécial d'arrondissement, qui est annexé au budget de la commune[15]. Il vote également les crédits d'investissements[16] ;
- délibère sur l'implantation et le programme d'aménagement de tous les équipements sociaux destinés aux habitants de l'arrondissement ou du secteur dont la réalisation est subordonnée à la décision du conseil municipal et dont la gestion revient (sauf cas particulier) au conseil d'arrondissement ou de secteur ;
- désigne en son sein les représentants de la commune dans les organismes de l'arrondissement ou du secteur où la commune doit être représentée ;
- est saisi pour avis des rapports et projets concernant les affaires dont l'exécution est prévue en tout ou partie dans les limites de l'arrondissement ou du secteur;
- est consulté par le maire de la commune avant toute délibération du conseil municipal sur le Plan local d'urbanisme[17] et tous projets d'urbanisme lorsque ce plan ou projet concerne l'arrondissement ;
- est consulté par le conseil municipal sur le montant des subventions que celui-ci se propose d'accorder aux associations ayant leur activité dans l'arrondissement ou le secteur[18] ;
- peut se voir déléguer par le conseil municipal la gestion d'un équipement du service communal.

Le conseil d'arrondissement ou de secteur peut adresser au maire de la commune des questions écrites ou demander un débat au conseil municipal, pour toute affaire intéressant l'arrondissement ou le secteur.
Les séances du conseil d'arrondissement ou de secteur sont publiques.

#### Personnels de la mairie d'arrondissement ou de secteur
Pour assumer ses compétences, le maire d'arrondissement dispose d'agents de la commune affectés auprès de lui. Le pouvoir de notation, d'avancement ou disciplinaire est exercé par le maire de la commune après avis du maire d'arrondissement.

### Régime particulier de Paris
La loi PLM établit que les deux collectivités territoriales établies sur le territoire de Paris (la commune et le département) sont désormais gérées par des organes communs : le maire de Paris et le Conseil de Paris.
Les compétences du maire de Paris demeurent par ailleurs limitées par les pouvoirs spécifiques dont dispose le préfet de police, issus notamment de l'arrêté des consuls du 12 messidor an VIII (1er juillet 1800), qui détermine les fonctions du préfet de police à Paris, et par les textes qui l'ont modifié.

## La loi PLM de 2025

Infographie de la loi n° 2025-795 du 11 août 2025 visant à réformer le mode d'élection des membres du conseil de Paris et des conseils municipaux de Lyon et de Marseille. © VIE-PUBLIQUE.FR 2025